# Pareutetrapha
Pareutetrapha is een kevergeslacht uit de familie van de boktorren (Cerambycidae). De wetenschappelijke naam van het geslacht werd voor het eerst geldig gepubliceerd in 1952 door Breuning.

## Soorten
Pareutetrapha omvat de volgende soorten:
- Pareutetrapha eximia (Bates, 1884)
- Pareutetrapha magnifica (Schwarzer, 1925)
- Pareutetrapha nigrimaculata Breuning, 1952
- Pareutetrapha olivacea Breuning, 1952
- Pareutetrapha simulans (Bates, 1873)
- Pareutetrapha sylvia (Gressitt, 1951)
- Pareutetrapha weixensis Pu, 1992